# Liste des épisodes de Suite PreCure
Cet article liste les épisodes de la série télévisée d'animation Suite PreCure♪, huitième saison de la franchis Pretty Cure.

## Génériques
| Générique | Épisodes | Début                                           | Début     | Fin                        | Fin       |
| Générique | Épisodes | Titre                                           | Artiste   | Titre                      | Artiste   |
| --------- | -------- | ----------------------------------------------- | --------- | -------------------------- | --------- |
| 1         | 1 – 24   | La♪ La♪ La♪ Suite PreCure♪                      | Mayu Kudō | Wonderful↑Powerful↑Music!! | Aya Ikeda |
| 2         | 25 – 48  | La♪ La♪ La♪ Suite PreCure♪ ～∞UNLIMITED ver.∞～ | Mayu Kudō | ♯Kibō Rainbow♯             | Aya Ikeda |

## Liste des épisodes
| No | Titre français                                               | Titre japonais                                     | Titre japonais                                             | Date de 1re diffusion |
| No | Titre français                                               | Kanji                                              | Rōmaji                                                     | Date de 1re diffusion |
| --- | ------------------------------------------------------------ | -------------------------------------------------- | ---------------------------------------------------------- | --------------------- |
| 1 |                                                              | ニャプニャプ〜！スイートプリキュア誕生ニャ♪        | Nyapunyapu! Suīto Purikyua Tanjō Nya♪                      | 6 février 2011        |
| 2 |                                                              | ガガ〜ン！早くもプリキュア解散の危機ニャ!          | Gagān! Hayaku mo Purikyua Kaisan no Kiki Nya!              | 13 février 2011       |
| 3 | Jyajyaaan ! Hibiki déteste la musique ?                      | ジャジャ〜ン!響は音楽嫌いニャ?                     | Jajān! Hibiki wa Ongaku Kirai-Nya?                         | 20 février 2011       |
| 4 | Nom Nom ! La recette du courage de kanade !                  | モグモグ!奏が見せる気合のレシピニャ♪               | Mogumogu! Kanade ga Miseru Kiai no Reshipi Nya♪            | 27 février 2011       |
| 5 | Dotabata ! Le défi d'être reporter TV !                      | ドタバタ!テレビレポーターに挑戦だニャ♪             | Dotabata! Terebi Repōtā ni Chōsenda Nya♪                   | 6 mars 2011           |
| 6 | Gami Gami ! Le miracle Berthier né d'une bonne leçon !       | ガミガミ! お説教が生んだミラクルベルティエニャ♪    | Gamigami! Osekkyo ga Unda Mirakuru Berutie Nya♪            | 20 mars 2011          |
| 7 | Tetetete ! Bientôt le secret de Monsieur Otokichi            | テッテケテ～! 音吉さんの秘密に迫るニャ♪            | Tettekete! Otokichi-san no Himitsu Ni Semaru Nya♪          | 27 mars 2011          |
| 8 |                                                              | チャララーン！セイレーンのニセ親友大作戦ニャ♪      | Chararān! Seirēn no Nise Shinnyū Daisakusen Nya♪           | 3 avril 2011          |
| 9 |                                                              | ハニャニャ？奏に足りないものって何ニャ？           | Hanyanya? Kanade ni Tarinai Monotte Nani Nya?              | 10 avril 2011         |
| 10 | Uhoho ! Hibiki-sensei combat à la Maternelle !               | ウッホッホー! 響先生、幼稚園で大奮闘ニャ♪          | Uhhohhō! Hibiki-sensei, Yōchien de Dai Funtō Nya♪          | 17 avril 2011         |
| 11 | Gyogyogyo ! La Mystérieuse Precure Apparait !                | ギョギョギョ! 謎のプリキュア現るニャ!              | Gyogyogyo! Nazo no Purikyua Arawaru Nya!                   | 24 avril 2011         |
| 12 | RiRin ! Parlez-nous de Cure Muse !                           | リンリーン♪ キュアミューズのこと教えてニャ♪        | Rirīn♪ Kyua Myūzu no Koto Oshiete Nya♪                     | 1er mai 2011          |
| 13 | Mumumuun ! Le secret de Siren et Hummy !                     | ムムム～ン! セイレーンとハミィの秘密ニャ♪          | Mumumūn! Seirēn to Hami no Himitsu Nya♪                    | 8 mai 2011            |
| 14 | Awawawa ! Muse vs Muse, qui est la vraie ?                   | アワワワ～! ミューズ対ミューズ、本物はどっちニャ?  | Awawawā! Myūzu Tai Myūzu, Honmono wa Dotchi Nya?           | 15 mai 2011           |
| 15 | Melomelo ! La Lucky Spoon de Kanade                          | メロメロ～! 奏のラッキースプーンニャ♪              | Meromerō! Kanade no Rakkīsupūn Nya♪                        | 22 mai 2011           |
| 16 |                                                              | ピンポーン！交換ステイでベストフレンドニャ♪        | Pinpōn! Kōkan Sutei de Besuto Furendo Nya♪                 | 29 mai 2011           |
| 17 | Ururun ! Une maman est toujours du côté de son enfant ♪      | ウルルン! ママはいつでも子供の味方なのニャ♪        | Ururun! Mama wa Itsudemo Kodomo no Mikatana no Nya♪        | 5 juin 2011           |
| 18 | Fuwawan ! Ce n'est pas si facile de rassembler des Notes !   | フワワ～ン! 音符集めも楽じゃないニャ!              | Fuwawan! Onpu Atsume mo Raku Janai nya!                    | 12 juin 2011          |
| 19 | Gunyagunya ! on ne peut plus se transformer en Pretty Cure ! | グニャグニャ～！プリキュアに変身できないニャ！     | Gunya Gunya! Purikyua ni Henshin Dekinai Nya!              | 26 juin 2011          |
| 20 |                                                              | アアアアア～♪セイレーン、最後の作戦ニャ！          | Aaaaa~♪ Seirēn, Saigo no Sakusen Nya!                      | 3 juillet 2011        |
| 21 |                                                              | ドックン！奇跡のプリキュア誕生ニャ!!               | Dokkun! Kiseki no Purikyua Tanjō Nya!!                     | 10 juillet 2011       |
| 22 |                                                              | ララー♪魂の調べ、その名はキュアビートニャ!!        | Rarā♪ Tamashii no Shirabe, Sono na wa Kyua Bīto Nya!!      | 17 juillet 2011       |
| 23 | Zazaan ! La plus petite mer du monde est faite de larmes !   | ザザ～ン! 涙は世界で一番ちいさな海ニャ!            | Zazān! Namida wa Sekai de Ichiban Chiisana Umi Nya!        | 24 juillet 2011       |
| Siren, maintenant connu comme Ellen, continue de rejeter Hibiki et Kanade qui lui offrent de l'amitié, comme elle est toujours incapable de se pardonner. Elle rencontre un garçon nommé Mamoru qui se cache de son père. Il explique qu'il s'est enfui avec son sac après avoir entendu qu'il allait travailler à l'étranger pendant un an. Comme Hibiki et Kanade sont d'idéaux contradictoires à Eren, ils vont à la recherche du père de Mamoru et laisse Ellen avec Mamoru. Mamoru découvre bientôt un animal en peluche à l'intérieur du sac que son père lui a fait et décide qu'il veut retourner chez lui, en aidant Ellen à réaliser qu'elle n'est pas seule. Cependant, tout comme père et fils sont réunis, Bassdrum trouve une note à l'intérieur de la poupée et crée un Negatone d'elle. Comme Bassdrum tente de faire douter Ellen, hummy l'aide à construire le courage de se joindre au combat comme un remède. Après avoir vaincu le Negatone, Ellen surmonte ses inquiétudes et rejoint officiellement les Pretty Cures. |                                                              |                                                    |                                                            |                       |
| 24 | Sasan ! Le Hammy en sable de l'amitié est terminé !          | サンサン! お砂のハミィで友情の完成ニャ!            | Sansan! Osuna no Hamyi de Yūjō no Kansei Nya!              | 31 juillet 2011       |
| Hibiki et Kanade décident d'emmener Ellen à la plage, où la cuillère chanceux organise un concours d'art de sable. Après une certaine confusion sur ce qu'il faut construire, ils finissent par inadvertance avec hammy comme leur modèle. Comme Ellen cherche à comprendre le sens de l'amitié, elle a du mal à contourner à l'appel de Hibiki et Kanade par leurs noms. Lorsque Eren accidentellement ruine la hammy sable qu'ils ont construit, Hibiki et Kanade rassurer qu'il ne sera pas ruiner leur amitié. Tout comme ils terminent la reconstruction de leur hummy sable, le Trio du mineur apparaissent et le transformer en un Negatone. Défendre les arts du sable des autres concurrents », Eren honore son amitié et travaille avec les autres filles à battre le Negatone. Malgré ne pas gagner le concours, Ellen admet qu'elle s'est beaucoup amusée. |                                                              |                                                    |                                                            |                       |
| 25 | HyuuDoroo ! Nous avons trouvé le point faible d'Ellen !      | ヒュ～ドロ～! エレンの弱点見～つけたニャ!          | Hyū Dorō! Eren no Jakuten Mitsuketa Nya!                   | 7 août 2011           |
| 26 | Pipopapo♪ Le voyage extraordinaire des Fairy Tones♪          | ピポパポ♪ フェアリートーンの大冒険ニャ♪            | Pipopapo♪ Fearī Tōn no Daibōken Nya♪                       | 14 août 2011          |
| 27 |                                                              | カチッカチッ！30分で世界を救うニャ！               | Kachi Kachi! Sanjū Bun de Sekai o Sukuu Nya!               | 21 août 2011          |
| 28 |                                                              | ドキドキ！エレン初めての学校生活ニャ！             | Doki Doki! Eren Hajimete no Gakkō Seikatsu Nya!            | 28 août 2011          |
| 29 |                                                              | ハラハラ！メイジャーランドで宝探しニャ♪            | Hara Hara! Meijārando de Takarasagashi Nya♪                | 4 septembre 2011      |
| 30 |                                                              | ワオーン！ヒーリングチェストの不思議ニャ！         | Waōn! Hīringu Chesuto no Fushigi Nya!                      | 11 septembre 2011     |
| 31 |                                                              | ワンツー！プリキュアキャンプでパワーアップニャ！   | Wan Tsū! Purikyua Kyanpu de Pawā Appu Nya!                 | 18 septembre 2011     |
| 32 |                                                              | オロオロ～！ヒーリングチェストが盗まれたニャ！     | Oro Oro~! Hīringu Chesuto ga Nesumareta Nya!               | 25 septembre 2011     |
| 33 |                                                              | ホワワ～ン！みんなのゆめはプリキュアのちからニャ！ | Howawān! Minna no Yume wa Purikyua no Chikara Nya!         | 2 octobre 2011        |
| 34 |                                                              | ズドド～ン！メフィストがやって来ちゃったニャ！     | Zudodo~n! Mefisuto ga Yatte Kichatta Nya!                  | 9 octobre 2011        |
| 35 |                                                              | ジャキーン！遂にミューズが仮面をとったニャ！       | Jakīn! Tsuini Myūzu ga Kamen wo Totta Nya!                 | 16 octobre 2011       |
| 36 |                                                              | キララーン！心に届け、ミューズの想いニャ！         | Kiraran! Kokoro ni Todoke, Myūzu no Omoi Nya!              | 23 octobre 2011       |
| 37 |                                                              | ワクワク！ハロウィンでみんなへんしんニャ！         | WakuWaku! Harouin de Minna Henshin Nya!                    | 30 octobre 2011       |
| 38 |                                                              | パチパチパチ♪不思議な出会いが新たな始まりニャ！    | PachiPachiPachi♪ Fushigi na Deai ga Arata na Hajimari Nya! | 13 novembre 2011      |
| 39 |                                                              | フギャー！音符がぜーんぶ消えちゃったニャ！         | Fugyā! Onpu ga Zēnbu Kiechatta Nya!                        | 20 novembre 2011      |
| 40 |                                                              | ルルル～！雨音は女神の調べニャ！                   | Rururu~! Amaoto wa Megami no Shirabe Nya!                  | 27 novembre 2011      |
| 41 |                                                              | ファファ～♪最後の音符はぜったい渡さないニャ！      | FaFā♪ Saigo no Onpu wa Zettai Watasanai Nya !              | 4 décembre 2011       |
| 42 |                                                              | ピコンピコン！狙われたキュアモジューレニャ！       | Pikon Pikon! Nerawareta Kyua Mojūre Nya!                   | 11 décembre 2011      |
| 43 |                                                              | シクシク……不幸のメロディが完成しちゃったニャ！     | Shiku Shiku... Fukō no Merodi ga Kanseishichatta Nya!      | 18 décembre 2011      |
| 44 |                                                              | ドレラド～♪ 聖なる夜に生まれた奇跡ニャ！           | DoReRaDo♪ Seinaru Yoru ni Umare ta Kiseki Nya!             | 25 décembre 2011      |
| 45 |                                                              | ブォ～ン♪ノイズのすきにはさせないニャ！            | Voun♪ Noizu no Sukiniwa Sasenai Nya!                       | 8 janvier 2012        |
| 46 |                                                              | ズゴーン！プリキュア最後の戦いニャ！               | Zukōn! Purikyua Saigo no Tatakai Nya!                      | 15 janvier 2012       |
| 47 |                                                              | ピカーン！みんなで奏でる希望の組曲ニャ！           | Pikān! Minna de Kanaderu Kibō no Kumikyōku Nya!            | 22 janvier 2012       |
| 48 |                                                              | ラララ～♪ 世界に響け、幸福のメロディニャ！         | Rarara~♪ Sekai ni Hibike, Shiawase no Merodi Nya!          | 29 janvier 2012       |